# François Quesnay
François Quesnay (Méré (Yvelines), 4 de juny de 1694 - Versalles, 16 de desembre de 1774) va ser un economista francès de l'escola fisiocràtica, sent de professió metge cirurgià. És conegut per publicar el Tableau économique l'any 1758, que va proporcionar els fonaments de les idees dels fisiòcrates. Aquest va ser potser el primer treball que va intentar descriure el funcionament de l'economia d'una manera analítica i, com a tal, es pot considerar com una de les primeres contribucions importants al pensament econòmic. El seu ’‘Le Despotisme de la Chine, escrit el 1767, descriu la política i la societat xinesa, i el seu propi suport polític al despotisme il·lustrat.

## Biografia

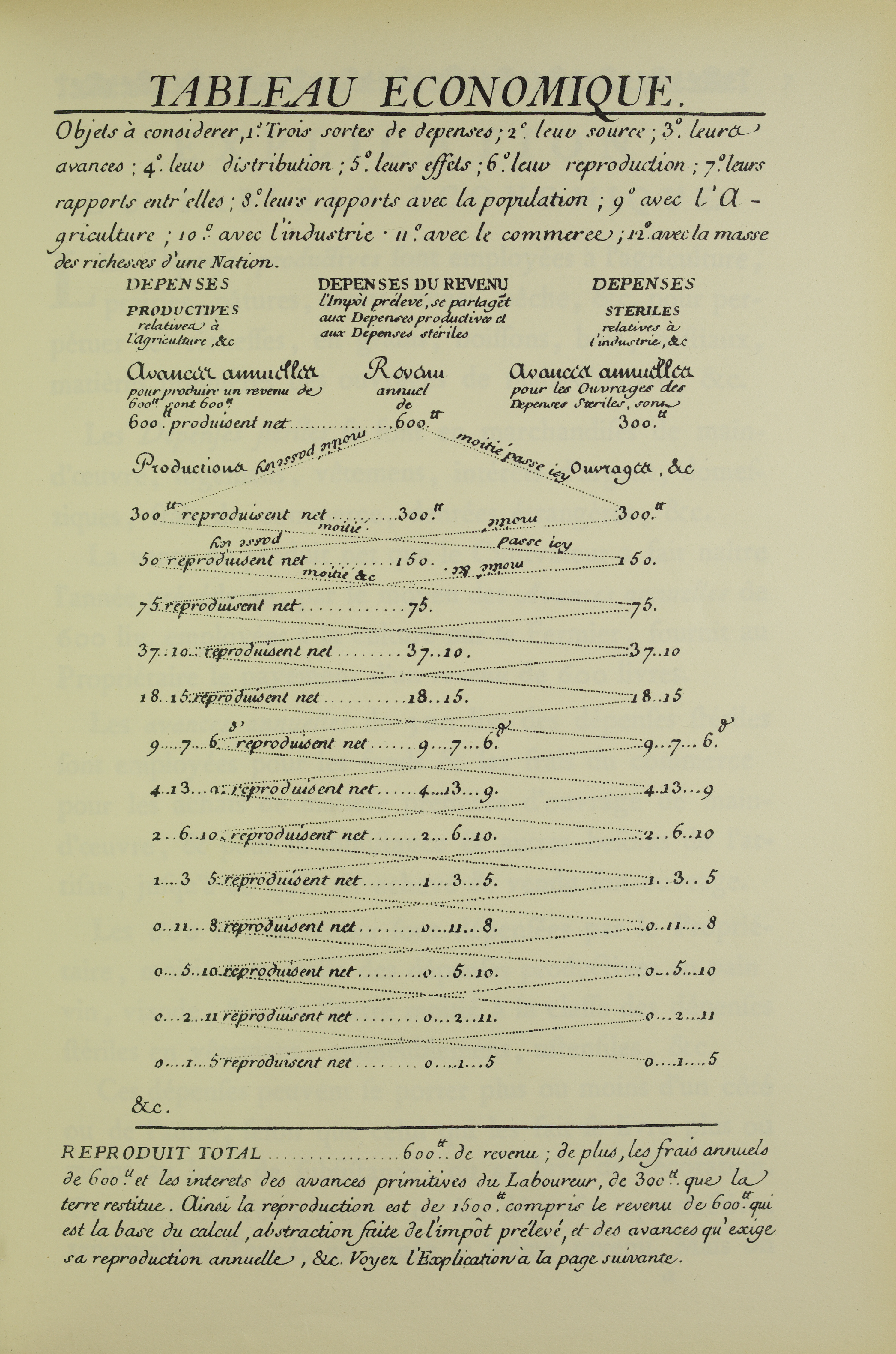
Tableau economique, 1965

François Quesnay era fill d'un advocat i petit terratinent. A l'edat de setze anys va començar el seu aprenentatge com a cirurgià, va marxar a París, on va estudiar medicina i cirurgia i, després d'obtenir la qualificació de mestre cirurgià es va establir en Mantes-la-Jolie. En 1737 va ser designat secretari perpetu de l'acadèmia de cirurgia fundada per François la Peyronie, i va passar a ser cirurgià del rei. Al 1744 es va graduar com a doctor de medicina, se li va concedir primer el càrrec de metge del rei per a més tard ser ascendit a primer mèdic consultor, instal·lant-se en el Palau de Versalles. Lluís XV tenia a Quesney en alta estima, i acostumava a anomenar-lo "el meu pensador"; quan li va atorgar títol nobiliari li assignaria com armes tres flors de pensament (en francès, com en català, la paraula que nomena a la planta, pensée també té el significat pensament), amb el lema Propter excogitationem mentisciti.

Es va dedicar principalment als estudis econòmics, prenent part en les intrigues palatines, en les quals va estar perpètuament involucrat. Va conèixer –aproximadament en 1750– a Jean de Gournay (1712-1759), que també va ser un pioner del pensament econòmic, i al voltant d'aquesta parella es formaria progressivament el grup filosòfic dels economistes o fisiòcrates. Els homes més notables d'aquest grup de deixebles van ser el gran Mirabeau (autor de L'Ami des hommes, 1756–60, i Philosophie rurale, 1763), Nicolas Baudeau (Introduction a la philosophie économique, 1771), Guillaume François Le Trosne (De l'ordre social, 1777), André Morellet (més conegut per la seva polèmica amb Galiani sobre la llibertat del comerç dels cereals durant la Guerra de les farines), Lemercier de La Rivière i du Pont de Nemours. Adam Smith, durant la seva estada al continent amb el jove duc de Buccleuch el 1764–1766, va passar un temps a París, on va conèixer Quesnay i alguns dels seus seguidors; va retre un gran homenatge als seus serveis científics en la seva riquesa de les nacions.

### Vida personal
Quesnay es va casar el 1718 amb una dona anomenada Marianne Woodsen, i va tenir un fill i una filla; el seu net del primer va ser membre de la primera Assemblea Legislativa. Va morir el 16 de desembre de 1774, després d'haver viscut prou per veure la seva gran alumna, Anne Robert Jacques Turgot, baronessa de Laune, en el càrrec com a ministre de Finances. El seu net seria membre de l'assemblea legislativa francesa.

## Obres

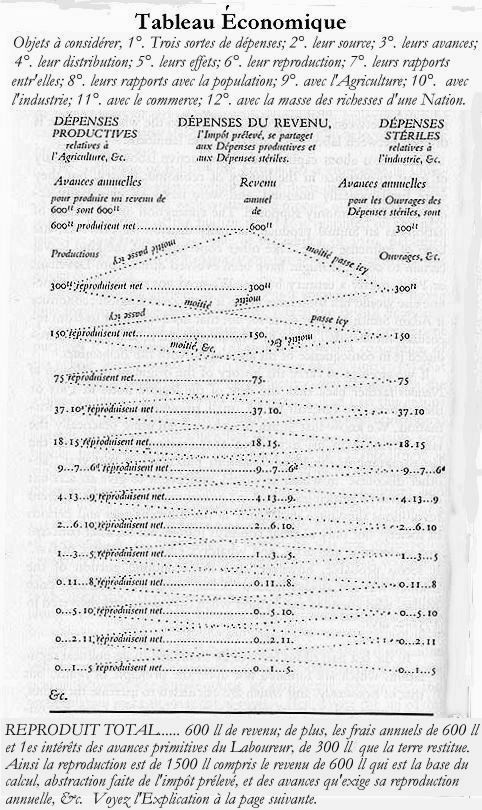
Taula econòmica

Els seus escrits econòmics es recullen al 2n vol. dels Principaux économistes, publicat per Guillaumin, París, amb prefaci i notes d'Eugène Daire; també les seves Oeuvres économiques et philosophiques van ser recollides amb una introducció i una nota d'August Oncken (Frankfort, 1888); una reimpressió en facsímil del Tableau économique, del MS original, va ser publicat per la British Economic Association (Londres, 1895). Els seus altres escrits van ser l'article "Évidence" a l’Encyclopédie, i Recherches sur l'évidence des vérites geometriques, amb un Projet de nouveaux éléments de géometrie, 1773. L'Eloge de Quesnay va ser pronunciat a l'Acadèmia de Ciències per Grandjean de Fouchy (vegeu el Recueil d'aquesta Acadèmia, 1774, p. 134). Vegeu també FJ Marmontel, Mémoires; Memòries de Mme. du Hausset; H. Higgs, Els fisiòcrates (Londres, 1897).

### Economia

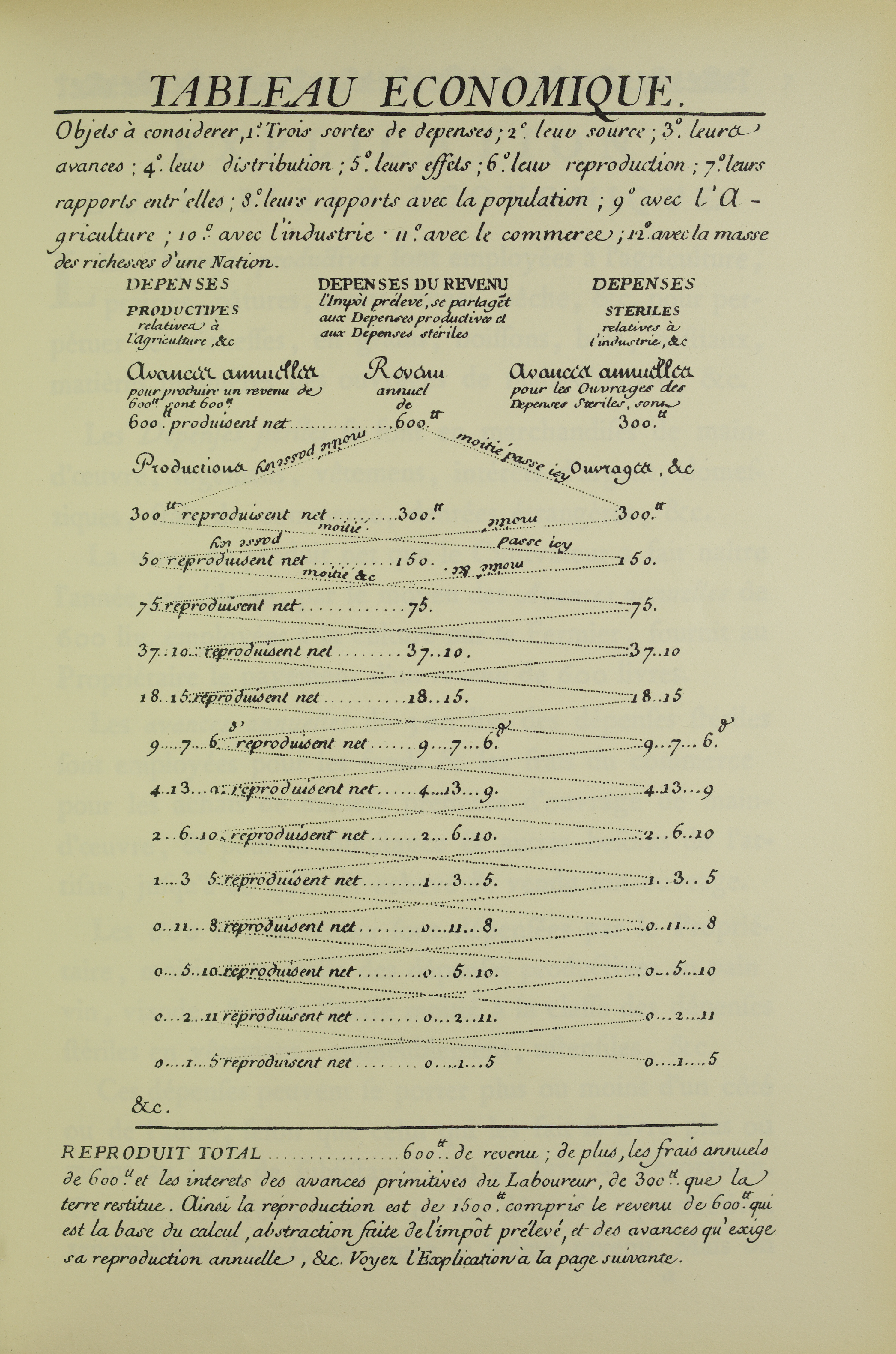
Taula econòmica, 1965

El 1758 va publicar el Tableau économique (Taula econòmica), que va proporcionar els fonaments de les idees dels fisiòcrates. Aquest va ser potser el primer treball que va intentar descriure el funcionament de l'economia d'una manera analítica i, com a tal, es pot veure com una de les primeres contribucions importants al pensament econòmic.
Les publicacions en què Quesnay va exposar el seu sistema van ser les següents: dos articles, sobre "Fermiers" i sobre "Grains", a l’Encyclopédie de Diderot i Jean le Rond d'Alembert (1756, 1757); un discurs sobre la llei de la naturalesa a la Physiocratie de Dupont de Nemours (1768); Maximes générales de gouvernement economique d'un royaume agricole (1758), i el simultàniament publicat Tableau économique avec son explication, ou extrait des économies royales de Sully (amb el famós lema, Pauvres paysans, pauvre royaume; pauvre pauvre, roi); Dialogue sur le commerce et les travaux des artisans; i altres peces menors.
El Tableau économique, encara que a causa de la seva sequedat i forma abstracta va tenir poc favor general, es pot considerar el principal manifest de l'escola. Va ser considerat pels seguidors de Quesnay com a dret a un lloc entre els principals productes de la saviesa humana, i el més gran Mirabeau l'anomena, en un passatge citat per Adam Smith, com un dels tres grans invents que han contribuït. la majoria a l'estabilitat de les societats polítiques, les altres dues són les de l'escriptura i les dels diners. El seu objectiu era mostrar per mitjà de determinades fórmules la manera com els productes de l'agricultura, que és l'única font de riquesa, es distribuirien en un estat de perfecta llibertat entre les diverses classes de la comunitat (és a dir, les classes productives dels propietaris i conreadors de terres, i la classe improductiva formada per fabricants i comerciants), i representar per altres fórmules els modes de distribució que tenen lloc sota sistemes de restricció i regulació governamentals, amb els mals resultats que sorgeixen per a tota la societat de diferents graus d'aquestes violacions de l'ordre natural. De les concepcions teòriques de Quesnay es dedueix que l'únic que mereix la sol·licitud de l'economista pràctic i de l'estadista és l'augment del producte net; i dedueix també el que Smith va afirmar després, no del mateix motiu, que l'interès del terratinent està estrictament i indissolublement connectat amb l'interès general de la societat. Una petita edició de luxe d'aquesta obra, amb altres peces, es va imprimir l'any 1758 al Palau de Versalles sota la supervisió immediata del rei, alguns dels fulls, es diu, havent estat estirats per la mà reial. Ja l'any 1767 el llibre havia desaparegut de la circulació, i ara no es pot procurar cap exemplar; però, la seva substància s'ha conservat a l’Ami des hommes de Mirabeau i a la Physiocratie de Dupont de Nemours.

### Orientalisme i Xina
Quesnay és conegut pels seus escrits sobre la política i la societat xinesa. El seu llibre Le Despotisme de la Chine, escrit l'any 1767, descriu les seves opinions sobre el sistema Imperial xinès. Va ser partidari del concepte meritocràtic de donar poder polític als estudiosos, sense l'aristocràcia feixuga que caracteritzava la política francesa i la importància de l'agricultura per al benestar d'una nació. Gregory Blue escriu que Quesnay "va elogiar la Xina com a despotisme constitucional i va defensar obertament l'adopció d'institucions xineses, inclòs un sistema estandarditzat d'impostos i una educació universal". Blue especula que això podria haver influït en l'establiment el 1793 de l'Assentament Permanent a Bengala per part de l'Imperi Britànic. Els interessos de Quesnay per l'orientalisme també han estat font de crítiques. Carol Blum, al seu llibre Strength in Numbers sobre la França del segle XVIII, titlla Quesnay d'"apologista del despotisme oriental ".
A causa de la seva admiració pel confucianisme, els seguidors de Quesnay li van atorgar el títol de "Confucius d'Europa". L'enamorament de Quesnay per la cultura xinesa, tal com la descriuen els jesuïtes, el va portar a persuadir el fill de Lluís XV perquè reflectís el "llaurament de la terra sagrada" per part de l'emperador xinès per simbolitzar el vincle entre el govern i l'agricultura.

## Sobre Fiscalitat
Quesnay va reconèixer tres classes econòmiques a França: la classe "propietària" formada només per terratinents, la classe "productiva" dels treballadors agrícoles i la classe "estèril" de comerciants. Quesnay no veia cap benefici per a la classe estèril i creia que allò productiu era important. Quesnay considerava l'agricultura francesa endarrerida i improductiva en comparació amb la Gran Bretanya durant el temps que residia al Palau de Versalles. Tot i residir al Palau, Quesnay creia que l'agricultura era el cor de l'economia i tenia una importància especial per a ell. Quesnay va argumentar que els impostos sobre els conreadors només són perjudicials per a la societat, ja que aquests impostos reduiran l'incentiu per a la producció agrícola. Gravar els propietaris (titulars de la propietat) no destrueix els mitjans de producció, és a dir, no hi ha una disminució de la producció. Quesnay volia que els propietaris suportessin tota la càrrega de l'impost al país, ja que gravar els conreus és una conseqüència negativa per a tothom. L'eliminació dels incentius dels conreadors redueix la producció agrícola i l'excedent agrícola que es creu que Quesnay és el cor de l'economia. Quesnay també es va oposar als impostos indirectes en contrast amb els impostos directes. Aquests "imposts indirectes" són col·locats al públic francès per propietaris la cobdícia dels quals exigeix la immunitat fiscal. Els impostos directes sobre els propietaris no tenen cap impacte en la reproducció i el declivi econòmic. Reduir els impostos indirectes i augmentar els impostos directes ofereix als francesos un excedent d'agricultura i el finançament que el país necessita. Tanmateix, aquesta opinió no era gaire popular entre els rics amb els quals Quesnay passava temps regularment. Va passar una part del seu temps tement per la seva vida al Palau.

## Publicacions
- Observations sur les effets de la saignée, tant dans les maladies du ressort de la médecine que de la chirurgie, fondées sur les lois de l'hydrostatique avec des remarques critiques sur le Traité de l'usage des différentes sortes de saignées, de M. de Silva, 1730
- Essai physique sur l’économie animale, Paris, chez Guillaume Cavelier, 1736, in-12, XXVI-311 p. Text en línia ; 2a ed, Paris : Guillaume Cavelier, 1747, 3 vol. in-12, CXI-612, 662 et 768 p.
- L'Art de guariré par la saignée, où l'on examine en même tems les autres secours qui doivent concourir avec ce remède, ou qui doivent lui être préférés, dans la cure des maladies tant médicinales que chirurgicales, 1736
- Lettres sur les disputes qui se sont élevées entre les médecins et les chirurgiens sur le droit qu'a M. Astruc d'entrer dans ces disputes, sur la préférence qu'il se donne en comparant son ouvrage avec celui de Hery, 1737
- Préface du tome I des Mémoires de l'Académie royale de chirurgie, 1743 Text en línia
- Examen impartial des contestations des médecins et des chirurgiens, considérées par rapport à l'intérêt public, 1748
- Recherches critiques et historiques sur l'origine, sur les divers états et sur les progrès de la chirurgie en France, en collaboration avec François Bellial des Vertus, 1749 Text en línia
- Traité de la gangrène, 1749
- Traité de la suppuration, 1749
- Histoire de l'origine et des progrès de la chirurgie en France, en collaboration avec François Bellial des Vertus, 1749 Text en línia
- Traité des fièvres continues, 1753
- «Évidence », tom VI de l'Encyclopédie de Diderot et d'Alembert, 1756
- «Fermiers », tom VI de l'Encyclopédie de Diderot et d'Alembert, 1756
- «Grains », tom VII de l'Encyclopédie de Diderot et d'Alembert, 1757
- Maximes générales du gouvernement économique d'un royaume agricole, 1767
- Tableau économique de François Quesnay, 1758, 5 p.
- Analyse de la formule arithmétique du tableau économique de la distribution des dépenses annuelles d'une nation agricole de François Quesnay, 30 p.
- «Observations sur le droit naturel des hommes réunis en société», Journal de l'agriculture, septembre 1765}}
- Essai sur l'administration des terres, 1759 Text en línia
- De Victor Riqueti Mis de Mirabeau i F. Quesnay, Philosophie rurale ou Économie générale et particulière de l’agriculture, réduite à l’ordre immuable des lois physiques et morales qui assurent la prospérité des empires, Amsterdam (Paris) : libraires associés, 1763, in-4°, XXVI-412 p. (ou 3 vol. in-12) ; sota el títol Éléments de la philosophie rurale, La Haye : libraires associés, 1767-1768, in-12, II-CVI-241 p. et tableau
- Maximes générales du gouvernement agricole le plus avantageux au genre humain, 1768
- Physiocratie, ou Constitution naturelle du gouvernement le plus avantageux au genre humain, recull publicat per Pierre-Samuel Dupont de Nemours, 1768-1769, 2 volums Text en línia
- Recherches philosophiques sur l'évidence des vérités géométriques, avec un projet de nouveaux éléments de géométrie, 1773
- Maximes générales du gouvernement agricole le plus avantageux au genre humain, Paris : Bureau de ‘la Correspondance’, 1775, in-folio

Obres reunides
- Œuvres économiques et philosophiques de F. Quesnay, accompagnées des éloges et d'autres travaux biographiques sur Quesnay par différents auteurs publiées avec une introduction et des notes par Auguste Oncken, 1888. Text en línia
- François Quesnay et la physiocratie, préface par Luigi Einaudi ; présentation par Alfred Sauvy ; note introductive à la lecture des commentaires par Louis Salleron, Paris : Institut national d'études démographiques, 1958, 2 volumes.
- Quesnay et la physiocratie, recueil de texte présenté par Yves Guyot, Guillaumin, 1896 ; Institut Coppet, 2014. Text en línia[Enllaç no actiu]
- Physiocratie : droit naturel, tableau économique et autres textes, edició de Jean Cartelier, Flammarion, Paris, 1991.
- Œuvres économiques complètes et autres textes, editats par Christine Théré, Loïc Charles et Jean-Claude Perrot, Paris : Institut national d'études démographiques, 2005, Nicolas Quesnay (-19 de juny de 1707), terratinent, casat amb Louise Giroux (18 d'octubre de 1730),

- - François Quesnay (1694-1774),[12] marié le 30 janvier 1717}} à Paris avec Jeanne Catherine Dauphin (-1728)
    - Baise Guillaume Quesnay (Mantes, 1717-Saint-Germain-en-Viry (Nièvre), 18 maig 1797) casat el 1747 amb Catherine d'Éguillon,
      - Aimée Jeanne Virginie Quesnay de Beaurepaire (Saint-Germain, 21 juliol 1759-Saint-Pierre-le-Moûtier, 23 setembre 1788) casat el 1779 amb Pierre Gabriel Vyau de Baudreuille,conseller del rei, president tinent general de la baillia reial de Nivernois
      - Jean-Marc Quesnay de Beauvoir (1750-9 brumaire an XII) casat amb Françoise de Faulconnier de Nanteuil. El seu padrí era el comte d'Argenson i la seva padrina la marquesa de Pompadour..,
      - Robert-François Joseph Quesnay de Saint-Germain (Valenciennes, 23 janvier 1751}}-Bassanges, 8 abril 1805}}) casat el 1777 amb Marie de Faulconnier de Montomat,
      - Philippine Gervais Quesnay (1752- ),
      - Alexandre-Marie Quesnay de Beaurepaire[13] (Saint-Germain-en-Viry, 22 novembre 1755}}-Charenton-Saint-Maurice, 8 février 1820), oficial, va marxar als Estats Units el 1777, pintor, fundador de l'Acadèmia de Ciències i Belles Arts de Richmond, Virgínia, el 1788, abans de tornar a França, casat amb Catherine Cadier de Veauce,
        - Jean Marie Marc Quesnay de Beaurepaire (Moulins, 3 octubre 1797-Saumur, 25 octubre 1863) casat el 1821 amb Marie Marguerite Becquet du Camp (Chinon el 12 de juliol de 1801-), filla de Louis Becquet, propietari, i de Marguerite Marie Ducamp. Va ser autoritzat a afegir de Beaurepaire al seu nom el 1859.
          - Alfred Quesnay de Beaurepaire (1830-1898),novel·lista, historiador i pintor. Va ser mestre de dibuix a l'École Polytechnique el 1891, casat amb Berthe Peyrol..
          - Jules Quesnay de Beaurepaire (1834-1923),magistrat i escriptor, fiscal de la Cort d'Apel·lació de París (1889). Va redactar l'acusació contra el general Boulanger. Va dimitir quan l'afer Dreyfus va arribar a la sala penal del Tribunal de Cassació, el 1899, i va fer campanya contra els de Dreyfus.

        - Marie Marguerite Joséphine Quesnay de Beaurepaire,

    - Marie Jeanne Nicole Quesnay (1723-1761) mariée en 1740 avec Prudent Hévin (1715-1789 ou 1790),mestre cirurgià, primer cirurgià de Madame,
      - Louis Prudent Alexandre Hévin (1753- )